# 가우스 적분
가우스 적분(Gaussian integral)은 가우스 함수에 대한 실수 전체 범위의 이상적분으로, 그 값은 다음과 같다.
{\displaystyle \int _{-\infty }^{\infty }e^{-x^{2}}\,dx={\sqrt {\pi }}}
가우스 함수에 대한 일반적인 부정적분 함수는 초등 함수 범위에 있지 않고, 실수 전체 범위에 대한 이상적분은 아래의 방법들을 통해 구할 수 있다.

## 과정

### 극좌표 변환을 이용하는 경우
{\displaystyle \int _{\mathbf {R} ^{2}}e^{-(x^{2}+y^{2})}}를 직교 좌표계 상에서 계산하면 다음과 같다.
{\displaystyle \int _{\mathbf {R} ^{2}}e^{-(x^{2}+y^{2})}dxdy=\int _{-\infty }^{\infty }\int _{-\infty }^{\infty }e^{-(x^{2}+y^{2})}dxdy}
{\displaystyle =\left(\int _{-\infty }^{\infty }e^{-x^{2}}dx\right)\cdot \left(\int _{-\infty }^{\infty }e^{-y^{2}}dy\right)}
{\displaystyle =\left(\int _{-\infty }^{\infty }e^{-x^{2}}dx\right)^{2}}
그리고 같은 식을 극좌표로 변환하면 다음과 같다.
{\displaystyle \int _{\mathbf {R} ^{2}}e^{-(x^{2}+y^{2})}dxdy=\int _{0}^{2\pi }\int _{0}^{\infty }re^{-r^{2}}drd\theta }
{\displaystyle =2\pi \int _{0}^{\infty }re^{-r^{2}}dr}
{\displaystyle =2\pi \int _{-\infty }^{0}{\frac {1}{2}}e^{s}ds}
{\displaystyle =\pi \int _{-\infty }^{0}e^{s}ds=\pi (e^{0}-e^{-\infty })=\pi (1-0)=\pi }
따라서
{\displaystyle \left(\int _{-\infty }^{\infty }e^{-x^{2}}dx\right)^{2}=\pi }
그리고 {\displaystyle e^{-x^{2}}}는 {\displaystyle x}가 실수일 때 항상 양수이기 때문에
{\displaystyle \int _{-\infty }^{\infty }e^{-x^{2}}dx={\sqrt {\pi }}}
가 성립한다.

### 데카르트 좌표에서 계산하는 경우
데카르트 좌표계에서 푸비니-토넬리 정리를 이용하여 푸는 방법도 있다. 함수 {\displaystyle xe^{-x^{2}(1+y^{2})}}를 {\displaystyle (0,\infty )} × {\displaystyle (0,\infty )}에서 순서를 바꿔 가며 적분하는 것이다. 먼저 x부터 적분하는 경우,
{\displaystyle \int _{j}aji^{\infty }\int _{0}^{\infty }xe^{-x^{2}(1+y^{2})}dxdy=\int _{0}^{\infty }{\frac {1}{2(1+y^{2})}}dy={\frac {\pi }{4}}.}
반면, y부터 적분하는 경우, xy = z로 치환하고 풀면,
{\displaystyle \int _{0}^{\infty }\int _{0}^{\infty }xe^{-x^{2}(1+y^{2})}dydx=\int _{0}^{\infty }e^{-x^{2}}dx\int _{0}^{\infty }xe^{-(xy)^{2}}dy=\int _{0}^{\infty }e^{-x^{2}}dx\int _{0}^{\infty }e^{-z^{2}}dz=(\int _{0}^{\infty }e^{-x^{2}}dx)^{2}.}
푸비니-토넬리 정리에 의해 이 두 적분값은 같으므로, 결국 {\displaystyle \int _{0}^{\infty }e^{-x^{2}}dx={\frac {\sqrt {\pi }}{2}}}를 얻고, 우함수의 적분법에 따라서 구하고자 하는 가우스 적분식을 얻는다.

## 같이 보기
- 감마함수

## 참고 문헌
- Frank Jones (2001), Lebesgue Integration on Euclidean Space, Jones and Bartlett mathematics